# 阿克蘇 (哈薩克)
阿克蘇是哈薩克的城鎮，由巴甫洛達爾州負責管轄，位於該國東北部額爾齊斯河左岸，距離首府巴甫洛達爾50公里，始建於1897年，面積8,089平方公里，2008年人口48,337。

## 外部連結
AksuWiki — a MediaWiki encyclopaedia in Russian
52°02′N 76°55′E / 52.033°N 76.917°E